# Bhantnur, Muddebihal
Bhantnur là một làng thuộc tehsil Muddebihal, huyện Bijapur, bang Karnataka, Ấn Độ.